# Agave sobolifera
Espèce
Synonymes
- Agave morrisii Baker[1] [3]
- Agave sobolifera f. spinidentata Hummelinck[1]

Agave sobolifera est une espèce de plantes du genre Agave.